# جرمی هولمز
جرمی هولمز روانپزشک انگلیسی است ، در سال 1943 در لندن متولد شد. او دو بار همانطور که در The Peerage ذکر شده ازدواج کرده است و یک پسر دارد که وی نیز به عنوان یک درمانگر آموزش می بیند.  وی در دانشگاه کمبریج و دانشگاه کالج لندن آموزش دید . وی در حال حاضر به عنوان یک روان درمانگر مشاور در North Devon فعالیت می کند. وی همچنین دارای سمت استاد میهمان در کالج دانشگاه لندن (UCL) است و تا سال 2003 عضو ارشد تحقیقات بالینی در دانشکده پزشکی Peninsula بود.  او بازنشسته است و وقت خود را صرف سفر به انگلستان می کند و در مورد تئوری پیوست به سازمانهای درمانی صحبت می کند
او نویسنده تعدادی کتاب است از جمله:
- جان بالبی و نظریه دلبستگی. راتلج. ۱۹۹۳.
- در جستجوی پایگاه ایمن: نظریه دلبستگی و روان‌درمانی. ۲۰۰۱.
- اکتشاف در پناه ایمنی. ۲۰۱۰. برنده جایزه Goethe ۲۰۱۰ برای اسکالرشیپ روان‌تحلیل و روان‌پویشی ـ کتابی که می‌کوشد تا نظریه دلبستگی و نظریه روان‌تحلیل مدرن را به هم پیوند دهد و نشان دهد که چگونه می‌توان از نظریه دلبستگی در روان‌درمانی استفاده کرد.

وی همچنین با همکاری RD Hinshelwood و Richard Lindley نویسندگی کتاب ارزش های روان درمانی (مطالعات در زمینه اخلاق زیستی) را بر عهده داشت.